# Szkoła Sevina Jacoba Wezlara
Szkoła Sevina Jacoba Wezlara – męska szkoła żydowska we Wrocławiu, założona w 1816 i ciesząca się wysokim poziomem nauczania.
W szkole prowadzono zajęcia z:
- języka niemieckiego,
- języka francuskiego,
- geografii,
- rachunków.

Grono pedagogiczne stanowiło 3 nauczycieli m.in. Hiler (właściciel szkoły) i Galewski.